# Živan Ljukovčan
Živan Ljukovčan (cyr.: Живан Љуковчан, ur. 24 lipca 1954 w Krčedinie) – serbski piłkarz występujący na pozycji bramkarza. Reprezentant Jugosławii.

## Kariera klubowa
Ljukovčan karierę rozpoczynał w sezonie 1975/1976 w drugoligowym zespole RFK Novi Sad. W 1977 roku przeszedł do pierwszoligowej Crvenej zvezdy. W sezonach 1979/1980 oraz 1980/1981 zdobył z nią mistrzostwo Jugosławii. Graczem Crvenej zvezdy był do sezonu 1981/1982.
Następnie Ljukovčan występował w drugoligowych drużynach FK Timok oraz FK Pelister. W 1983 roku przeszedł do pierwszoligowego klubu Budućnost Titograd, a w 1984 roku wrócił do Crvenej zvezdy. W sezonie 1984/1985 wywalczył z nią Puchar Jugosławii.
W 1986 roku Ljukovčan został zawodnikiem tureckiego Fenerbahçe SK. Jego barwy reprezentował przez dwa sezony, a potem odszedł do jugosłowiańskiego drugoligowca, OFK Beograd, w którego barwach w 1990 roku zakończył karierę.

## Kariera reprezentacyjna
W reprezentacji Jugosławii Ljukovčan zadebiutował 28 września 1985 w przegranym 1:2 meczu eliminacji Mistrzostw Świata 1986 z NRD. W latach 1985–1986 w drużynie narodowej rozegrał cztery spotkania.